# Laughter (Official髭男dismの曲)
「Laughter」（ラフター）は、2020年7月10日にポニーキャニオンから配信された、日本のバンド・Official髭男dismの楽曲。映画『コンフィデンスマンJP -プリンセス編-』主題歌として書き下ろされた。

## 制作
『コンフィデンスマンJP』のプロデューサーから「ヒゲダンさんなりの『A Whole New World』っていうのはどうでしょう？」と言うオーダーがあり、製作を開始した。
仮タイトルは「信頼」。地元を出て、音楽で生活をしていく決意をした時のことを歌詞に重ねながらの制作で、
「“自分たちらしく生きていくこと”、“自分にとって大切なモノと一緒に人生を歩むこと”のすばらしさについて歌った曲」である。
サウンドでは門脇大輔stringsがストリングスに参加し、マスタリングはMatt Colton(Metropolis Studio)が担当している。

## 背景
2020年1月20日、バンドが映画『コンフィデンスマンJP プリンセス編』の主題歌を担当し、本楽曲を書き下ろしたことが発表された。『コンフィデンスマンJP』シリーズの主題歌としては「ノーダウト」、「Pretender」に続く3回目のタイアップ曲となる。
2月6日、映画『コンフィデンスマンJP プリンセス編』の予告映像が公開され、楽曲が初披露された。

## リリース
前作『パラボラ』から3か月でのリリースで、3rd EP『HELLO EP』からの先行配信シングル。
6月26日、8月5日発売のEP『HELLO EP』に楽曲が収録されることが発表された。
7月6日、Ba.Saxの楢﨑がパーソナリティを務めるラジオ番組『楢﨑誠のロヂウラベース』（FM FUJI）にて初オンエアされた。
7月9日、楽曲が使用された映画『コンフィデンスマンJP プリンセス編』の特別映像が公開された。
2020年7月10日に配信限定シングルとしてリリースされた。
2021年6月24日、8月18日発売のメジャー2枚目のスタジオ・アルバム『Editorial』に収録されることが発表された。同年8月18日、『Official髭男dism ONLINE LIVE 2020 -Arena Travelers-』が配信され、楽曲のライブの音源が初めて公開された。

## ミュージックビデオ
2020年7月17日にYouTubeにて公開された。監督はバンドのMV作品を多く手掛ける新保拓人。遠くない未来、花畑を作るために壮大な計画を実行する少女達の友情を描いた全編ストーリー仕立ての映像となっている。メンバーの登場しないミュージックビデオは、インディーズデビュー作品『ラブとピースは君の中』に収録されている楽曲『愛なんだが...』『始発の導く幸福論』のミュージックビデオ以来である。

## チャート成績
「Billboard JAPAN」が発表する音楽総合チャート「Billboard Japan Hot 100」では、2020年7月20日付のチャートで12位に初登場。翌週に最高位の10位を記録し、同チャート100位以内に合計34週間チャートインした。2020年の年間チャートでは第43位にランクインした。
ストリーミング・ソング・チャート「Billboard Japan Streaming Songs」では、2020年7月20日付のチャートで40位に初登場。翌週チャートで12位にジャンプアップし、8月3日付チャートで最高位の8位を獲得した。チャートイン36週目となる2021年3月22日付の同チャートで、累計ストリーミング再生回数が1億回再生を突破した。2020年の年間チャートでは第37位をマークした他、翌年チャートにも85位にランクインしている。
ダウンロード・ソング・チャート「Billboard Japan Download Songs」では、2020年7月20日付のチャートで最高位の4位に初登場。2020年の年間チャートには26位をマークした。

### 認定と売上
|                                | 認定 (RIAJ) | 売上/再生回数          |
| ------------------------------ | ----------- | ---------------------- |
| ダウンロード                   | ゴールド    | 139,000 DL以上         |
| ストリーミング                 | プラチナ    | 100,000,000 回再生以上 |
| *認定のみに基づく売上/再生回数 |             |                        |

## 収録曲
| 全作詞・作曲: 藤原聡、全編曲: Official髭男dism。 |              |        |            |      |
| #                                                | タイトル     | 作詞   | 作曲・編曲 | 時間 |
| 1.                                               | 「Laughter」 | 藤原聡 | 藤原聡     | 5:51 |
| 合計時間:                                        | 合計時間:    | 5:51   |            |      |

## タイアップ
Laughter
映画『コンフィデンスマンJP -プリンセス編-』主題歌